# Nursi
Nursi – wieś w Estonii, w prowincji Võru, w gminie Rõuge.